# Bailieborough
Bailieborough (Coill an Chollaigh en irlandais, la forêt du sanglier) est une ville du comté de Cavan en république d'Irlande.

## Géographie
Navan, Drogheda et Dundalk sont toutes de grandes villes à 30–40 minutes par la route. Dublin est juste à une heure d'autoroute par la M3 motorway via Kells.
La localité se trouve précisément à l'intersection des routes régionales R165, R191, R178.
La ville de Bailieborough compte 3 908 habitants en 2011,
ce qui en fait la troisième ville la plus peuplée de son comté, avec une population urbaine de 2 683 habitants au recensement de 2016.

## Histoire
Avant la création de l'Ulster, la localité s'est appelée Killechally, Killycolly et Killycollie.

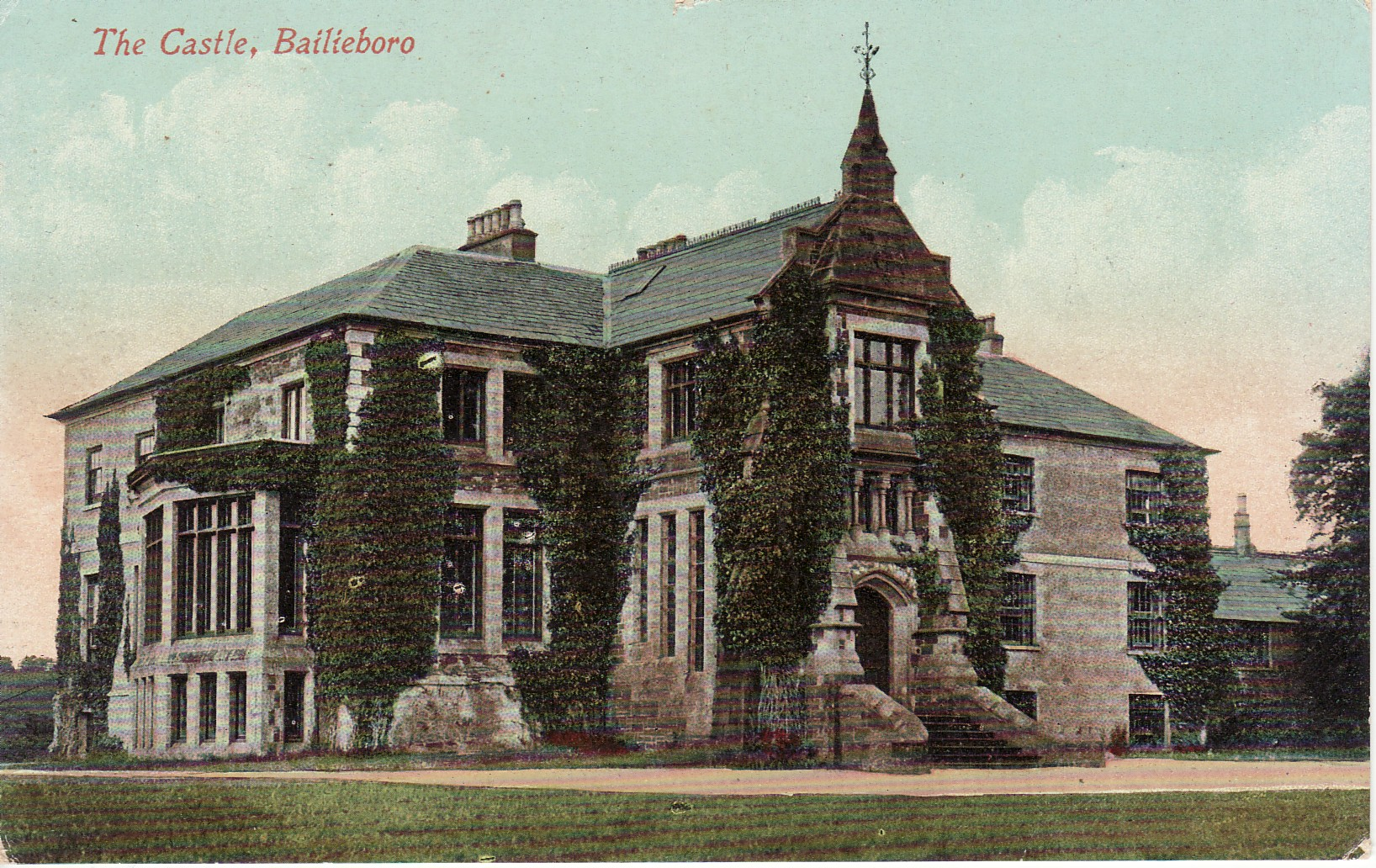
Le château de Bailieborough, disparu avant 1940.

William Bailie, un colon écossais (Undertaker), récupère les terres de Tonergie (Tandragee) grâce à James I, sous condition d'y établir des familles écossaises ou anglaises. Vers 1613, il construit une maison fortifiée, Bailieborough Castle, et enclot le domaine vers 1629.
Ce n'est qu'au XIXe siècle que la ville connaîtra un véritable développement.
Bailieborough Castle subit un incendie en 1918, le bâtiment est complètement démoli dans les dernières années 1930.

## Enseignement
La localité possède son collège (Bailieborough community school), un centre de loisirs avec gymnase, piscine, sauna et terrains de sports.

## Transports
La ligne 108 de Bus Éireann propose trois aller-retour (un seul trajet le dimanche) entre la ville et Kells via Mullagh et Moynalty. Des correspondances pour Dublin et Dublin Airport peuvent être utilisées à Kells.
Bailieborough est également desservi les mardis et jeudis par la ligne 166 (Bus Éireann) qui mène à Stradone, Cavan, Kingscourt, Carrickmacross et Dundalk .
Royal Breffni Tours exploite un bus quotidien avec service informatique de Bailieborough à Dundalk, c'est surtout un service de transport scolaire pour les étudiants.

## Église Sainte-Anne

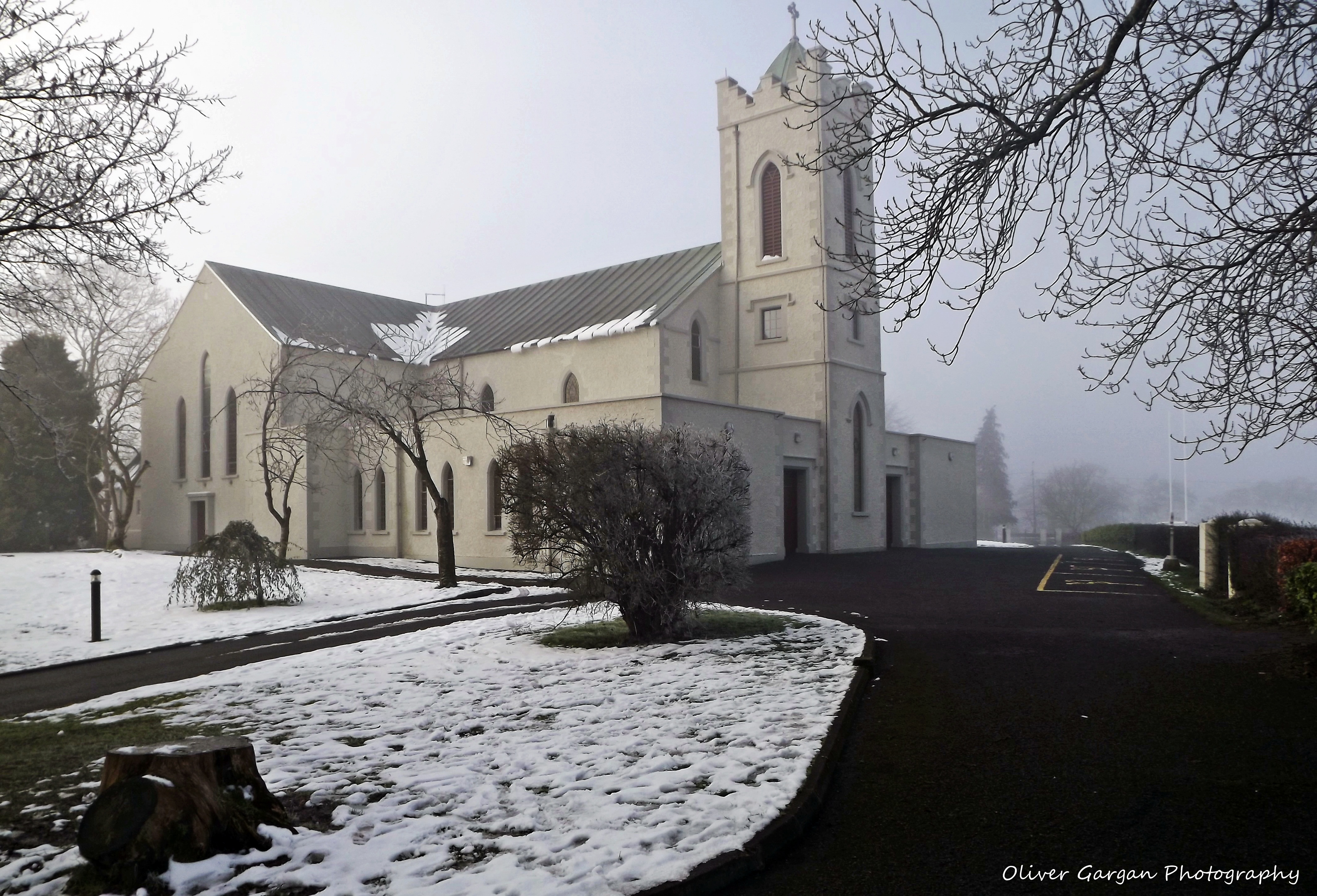
Église Sainte-Anne.

L'église catholique Sainte-Anne a été construite en 1834-1839. Elle remplace, sur le mêle site, une chapelle couverte en chaume. Le clocher date de 1856. Des travaux de rénovation et d'extension ont été entrepris en 1960.

## Église de la Trinité

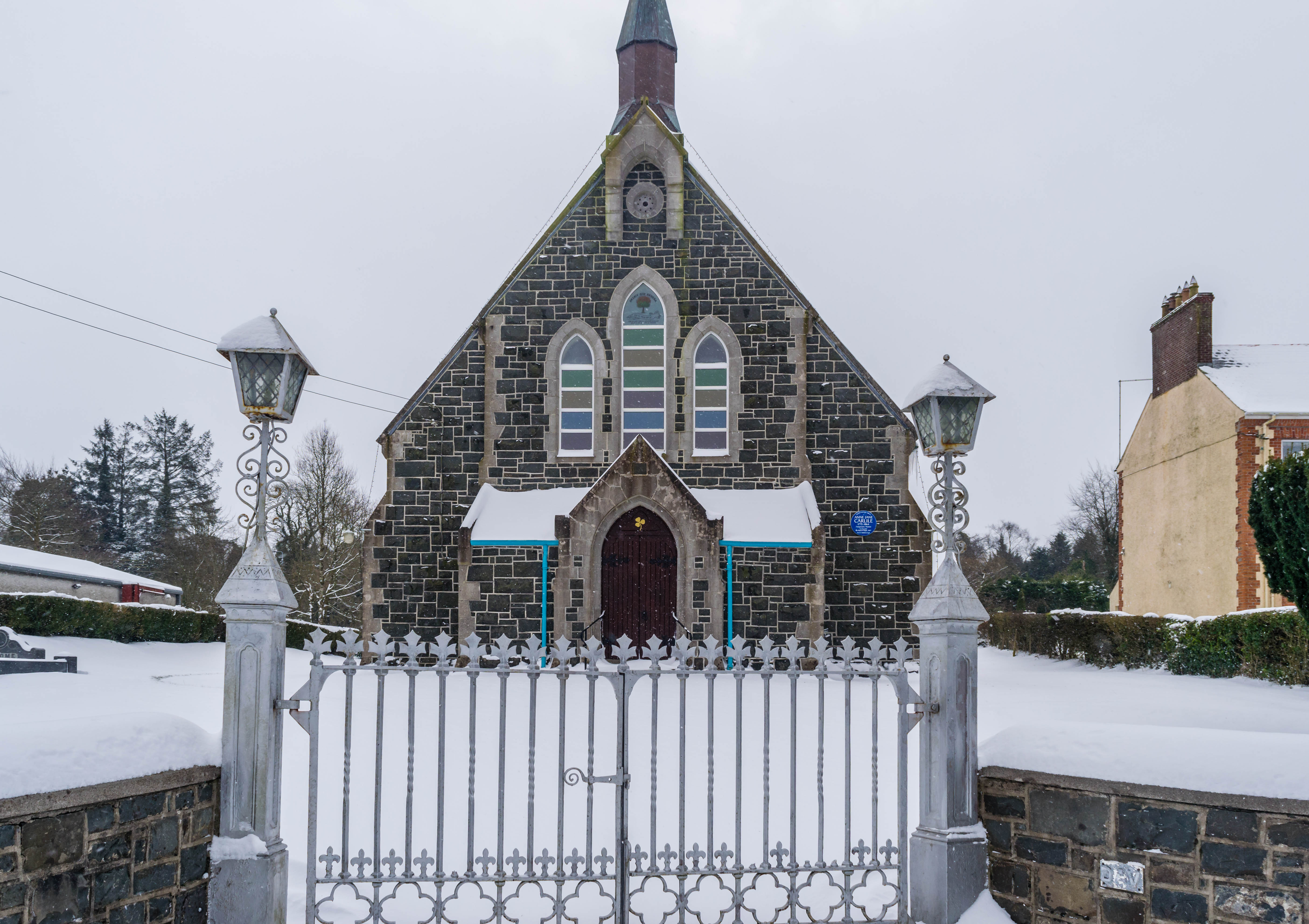
L'église presbytérienne de la Trinité.

L'église de la Trinité est une église presbytérienne autonome de style néo-gothique, construite en 1887. Elle possède une nef à cinq baies, un pignon surmonté d'une tourelle, un portail sous un porche d'entrée et une sacristie à l'arrière du pignon sud-est.

## Sites d'intérêt
Les environs sont autant de centres d'intérêt : Lough an Lae et son panorama (la montagne culmine à 341 mètres ; de son sommet, 14 comtés sont visibles), le lac du château, le lac au cœur de la ville, les paroisses civiles de Killan et Knockbride, les villes de Kells, Shercock, Kingscourt, Virginia, Mullagh, Cootehill, Cavan qui entourent Bailieborough.

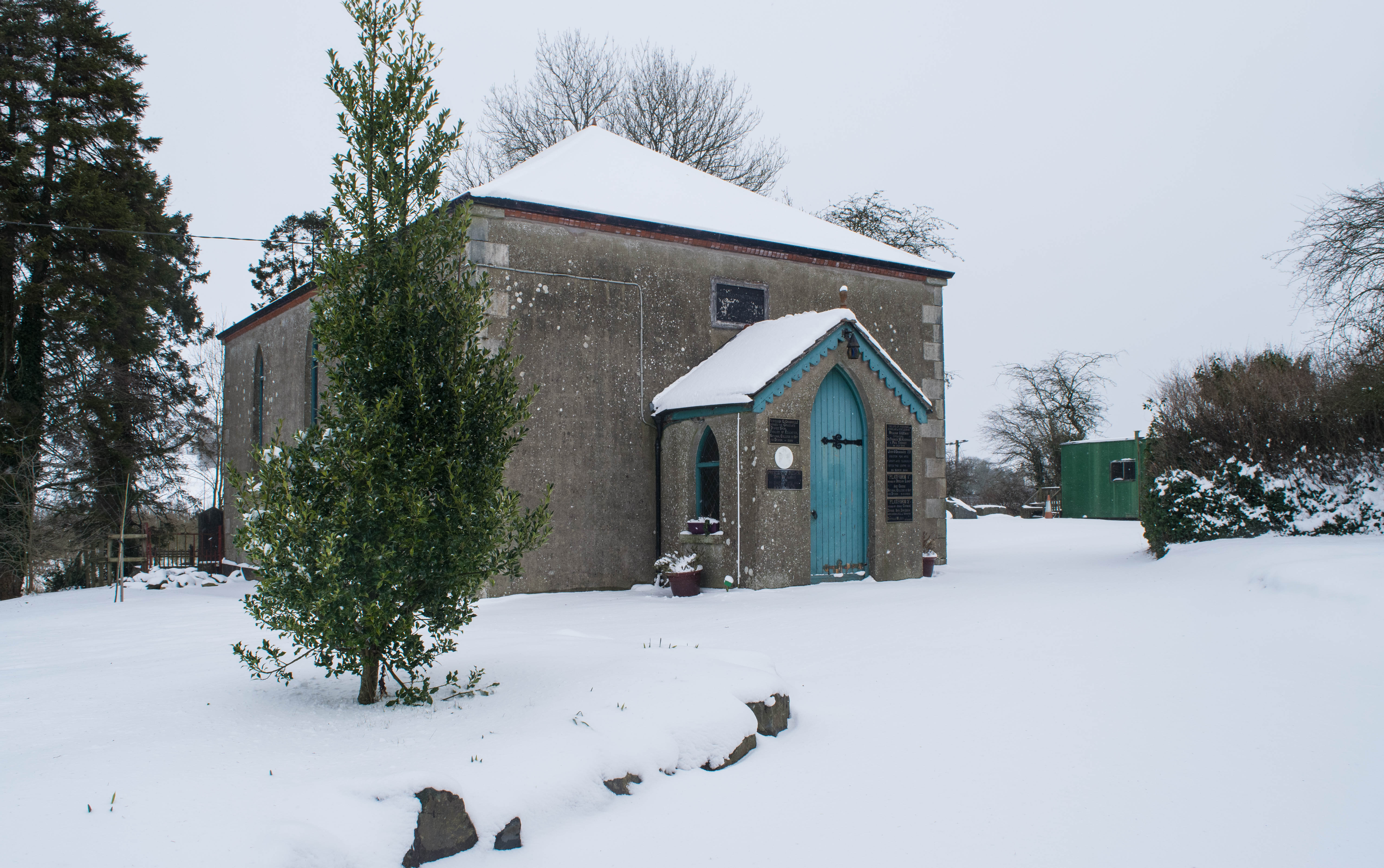
Centre d'arts et culture.
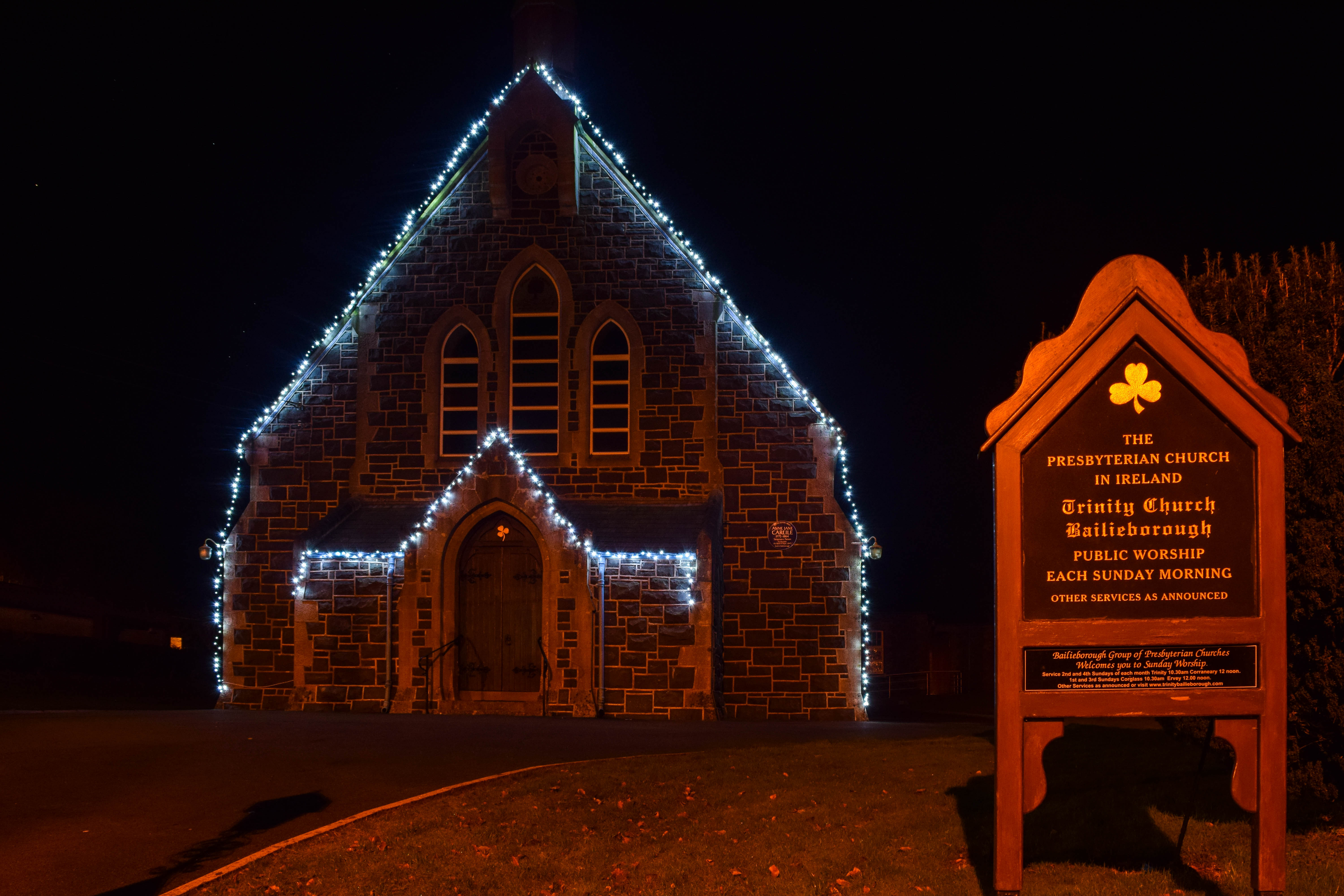
Trinity Church illuminée en fin d'année.
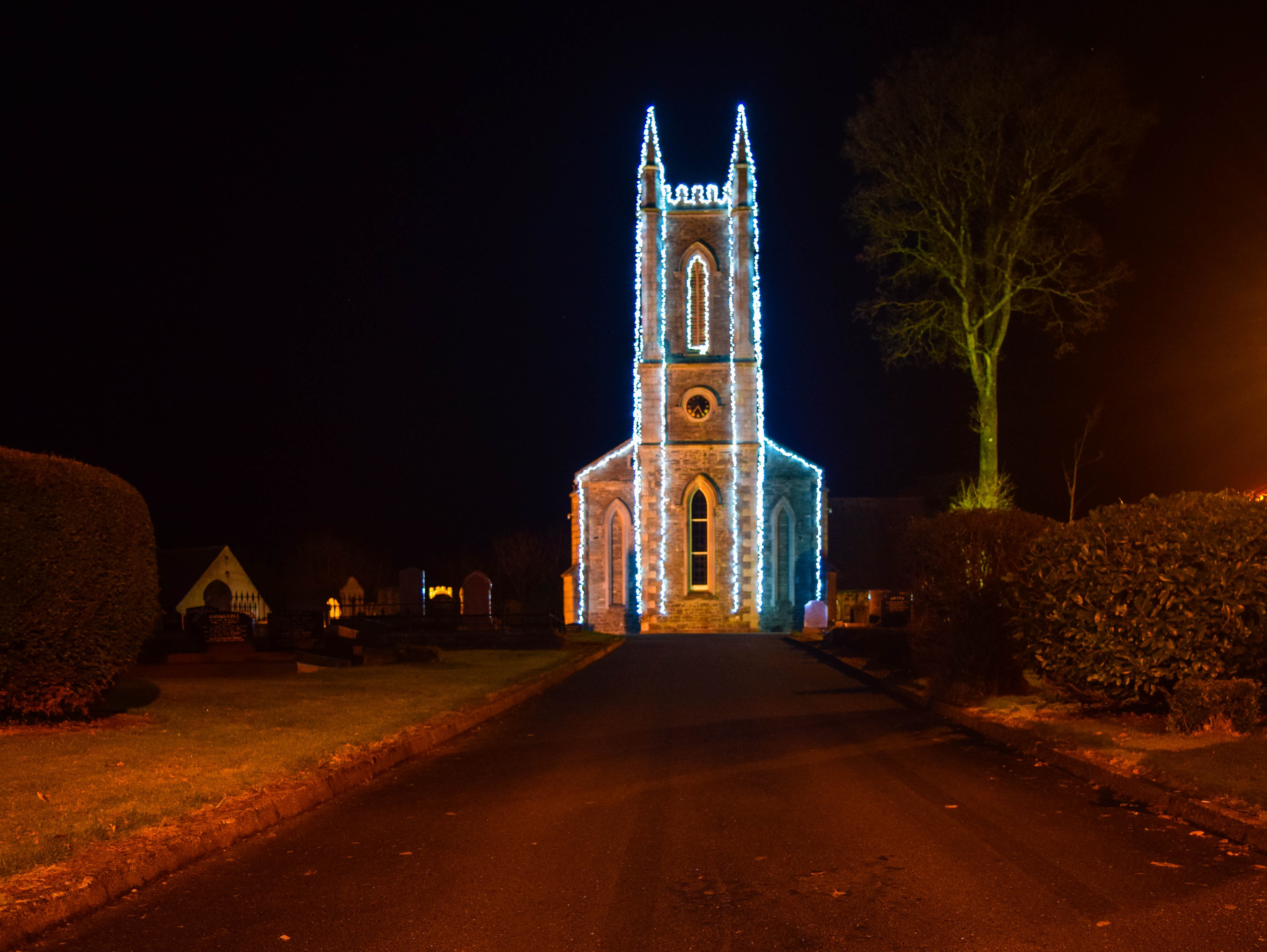
St Anne's Church avec ses illuminations de fin d'année.
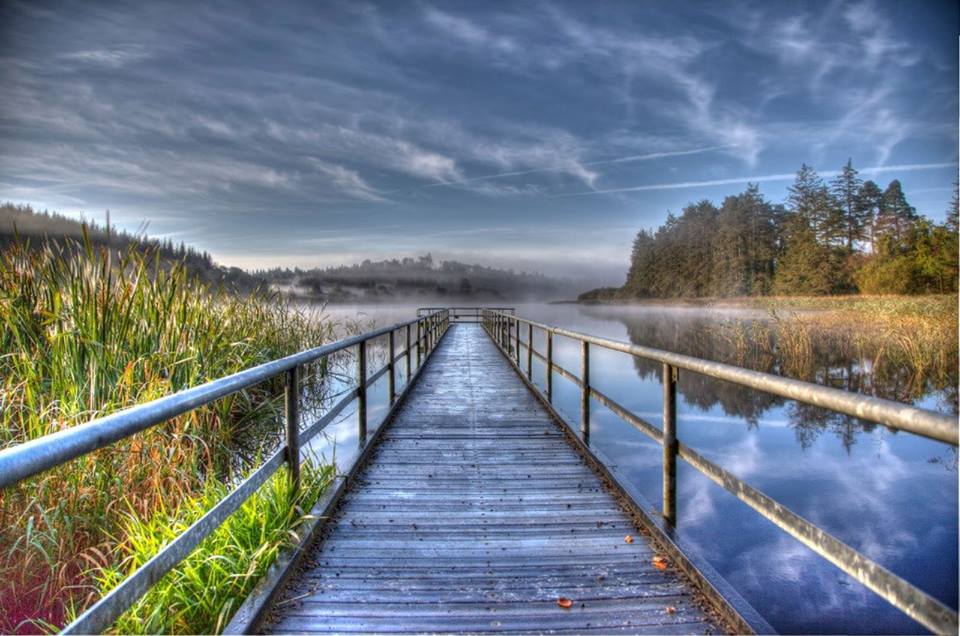
Castle Lake.

## Personnalités liées à la ville
- William Bailie (mort en 1664), évêque de Clonfert et de Kilmacduagh.
- John Young (1807–1876), mort à Lisgar House (Bailieborough Castle (en)).
- James Owens (en) (1827–1901), titulaire de la croix de Victoria.
- Edward Frederick Clarke (en), (1850–1905), maire de Toronto.
- Francis Sheehy-Skeffington (en) (1878–1916), suffragiste, pacifiste et écrivain.
- John B. Cosgrave (en) (né en 1946), mathématicien.
- Mick Finnegan (en), président du Parti des travailleurs d'Irlande.
- Cillian Sheridan (né en 1989), footballeur.